# Lluís Bertran i Pijoan

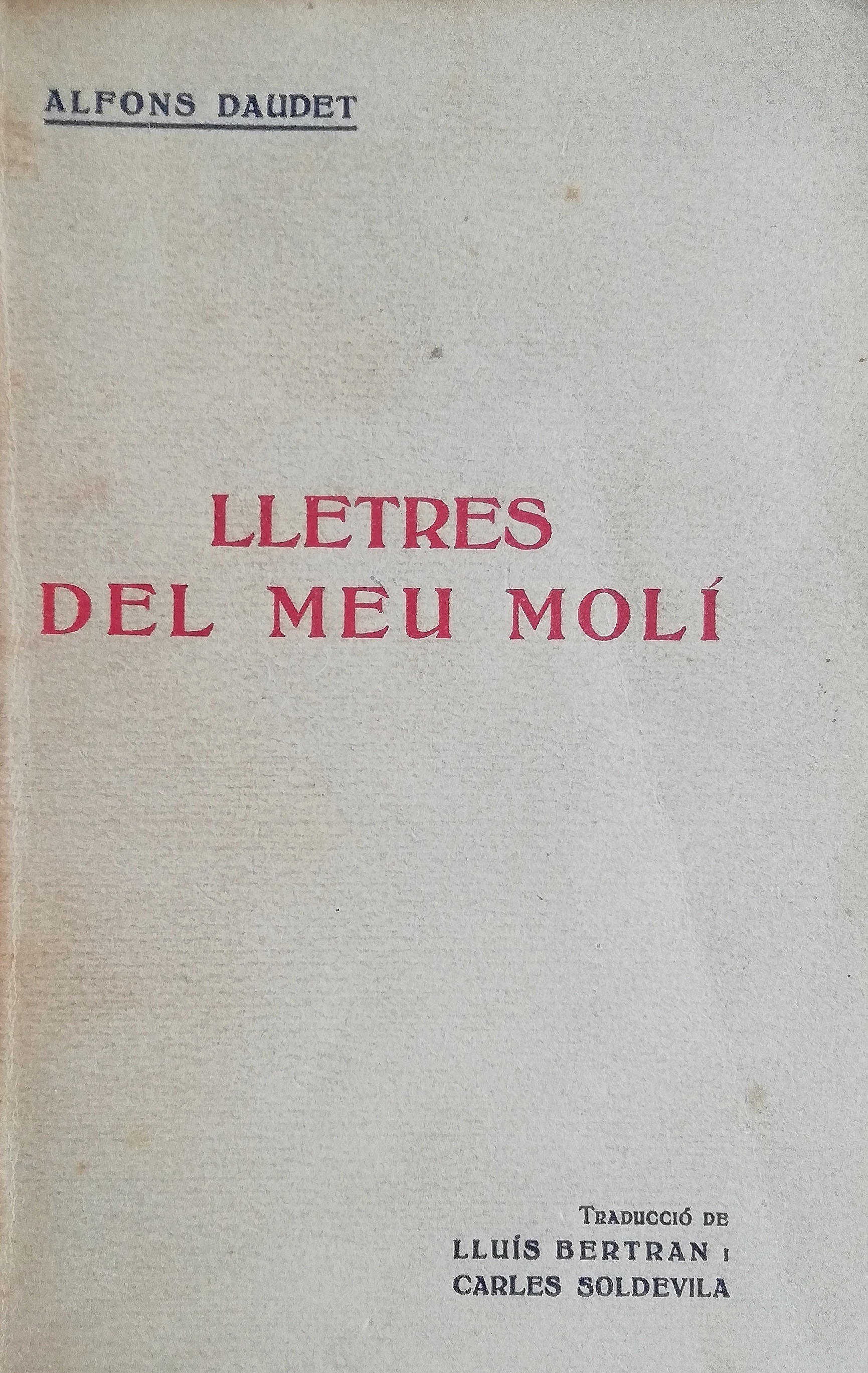
Portada de la traducció realitzada per Lluís Bertran (juntament amb Carles Soldevila) del llibre "Lettres de mon moulin" d'Alphonse Daudet.

Lluís Bertran i Pijoan (La Canonja, Tarragonès, 12 de juliol de 1891 – Barcelona, 16 de desembre de 1959) fou un escriptor, poeta i periodista català.

## Biografia
Va iniciar Humanitats a la Universitat Pontifícia de Tarragona i poc després es va traslladar a Roma per acabar-los, però no ho va fer. En tornar a Barcelona estudià Filosofia i lletres a la Universitat. Poc després, va ser redactor del diari La Veu de Catalunya del 1917 fins al 1937. A més a més, va col·laborar a revistes com En Patufet, Cuca Fera, Ofrena o La Paraula Cristiana. El 1923 va fundar, juntament amb Josep Aragay, la revista El Borinot.
Va ser funcionari de l'Ajuntament de Barcelona on estava encarregat de la Gaseta Municipal de Barcelona.
A partir del juny de 1941 fou redactor de Solidaridad Nacional fins a la seva jubilació.
No només va escriure llibres sinó que en va ser traductor de diverses obres com Medea de Sèneca; Lletres del meu molí, d'Alfons Daudet o El miracle de la muntanya, de N. S. Lieskov.

## Obra
- Júnior, 1917.
- Glossa biogràfica de Manuel Duran i Bas, Altés, 1923.
- En el límit d'or, Altés, 1924.
- Les estacions, Altés, 1928.
- El pas de sant Francesc, Altés, 1928.
- Premsa de Catalunya, Ajuntament de Barcelona, 1931.
- La literatura catalana a l'estranger, Comissariat de Propaganda de la Generalitat de Catalunya, 1937.